# Dolly Parton: Le corde del cuore
Dolly Parton: Le corde del cuore (Dolly Parton's Heartstrings) è una serie televisiva antologica creata da Patrick Sean Smith che mostra l'ispirazione e le storie dietro le canzoni più famose di Dolly Parton.
La prima stagione è stata pubblicata su Netflix il 22 novembre 2019.

## Episodi
| N. | Titolo                                                                                            | Scritto da                             | Diretto da       | Prima TV         |
| -- | ------------------------------------------------------------------------------------------------- | -------------------------------------- | ---------------- | ---------------- |
| 1  | Jolene                                                                                            | Patrick Sean Smith                     | Andrew Fleming   | 22 novembre 2019 |
| 1  | Cast: Julianne Hough, Dallas Roberts, Kimberly Williams-Paisley & Dolly Parton                    |                                        |                  |                  |
| 2  | Two Doors Down                                                                                    | Mark Perry                             | Wendey Stanzler  | 22 novembre 2019 |
| 2  | Cast: Melissa Leo, Ray McKinnon, Andy Mientus, Katie Stevens, Michael J. Willett & Dolly Parton   |                                        |                  |                  |
| 3  | If I Had Wings                                                                                    | Jim Strain                             | Timothy Busfield | 22 novembre 2019 |
| 3  | Cast: Gerald McRaney, Brooke Elliott, Ben Lawson, Michele Weaver, Delta Burke, Tim Reid           |                                        |                  |                  |
| 4  | Cracker Jack                                                                                      | Lisa Melamed                           | Liesl Tommy      | 22 novembre 2019 |
| 4  | Cast: Sarah Shahi, Rochelle Aytes, Jessica Collins, Tammy Lynn Michaels                           |                                        |                  |                  |
| 5  | Down from Dover                                                                                   | John Sacret Young                      | Erica Dunton     | 22 novembre 2019 |
| 5  | Cast: Holly Taylor, Shane McGhie, Robert Taylor, Bellamy Young, Camryn Manheim, Mary Lane Haskell |                                        |                  |                  |
| 6  | Sugar Hill                                                                                        | Thomas Ian Griffith & Mary Page Keller | Lev L. Spiro     | 22 novembre 2019 |
| 6  | Cast: Patricia Wettig, Timothy Busfield, Virginia Gardner, Tom Brittney                           |                                        |                  |                  |
| 7  | J.J. Sneed                                                                                        | Jim Strain                             | Terry McDonough  | 22 novembre 2019 |
| 7  | Cast: Colin O'Donoghue, Willa Fitzgerald, David Denman, Mac Davis, Vanessa Rubio                  |                                        |                  |                  |
| 8  | These Old Bones                                                                                   | Jim Strain                             | Joe Lazarov      | 22 novembre 2019 |
| 8  | Cast: Kathleen Turner, Ginnifer Goodwin, Kyle Bornheimer                                          |                                        |                  |                  |

## Produzione
Il 4 giugno 2018 è stato annunciato che Netflix aveva dato inizio alla produzione della serie. Le riprese sono iniziate nel settembre 2018 e concluse nel gennaio 2019.